# Котляковская улица
Котляко́вская у́лица — улица в районе Москворечье-Сабурово Южного административного округа города Москвы.
Проходит от улицы Москворечье до 2-го Варшавского проезда, почти параллельно Пролетарскому проспекту. Нумерация домов ведётся от улицы Москворечье. В самом начале улицу пересекает ЛЭП, в связи с чем она застроена гаражами, далее на улице находится ряд предприятий.

## Происхождение названия
Название дано по деревне Котляково, стоявшей при реке Чертановке и в 1960 году вошедшей в черту Москвы. В основе названия лежит либо личное имя Котляк, либо фамилия Котляков. Происхождение же самого довольно распространённого имени неясно, хотя предполагается наличие тюркских корней.

## История
В 1966 году название Большая Котляковская улица получила новая улица, образованная из Коломенской и Царицынской улиц, а название Малая Котляковская было присвоено бывшей Московской улице в районе бывшего подмосковного села Котляково. Однако в ходе последующей перепланировки в связи с массовой застройкой эти улицы были застроены, а для сохранения памяти о селе в 1973 году это название получили новая Котляковская улица и 1-й и 2-й Котляковский переулки.

## Транспорт
Автобус 897 от метро «Каширская» до метро «Варшавская».